# Помазання монарха

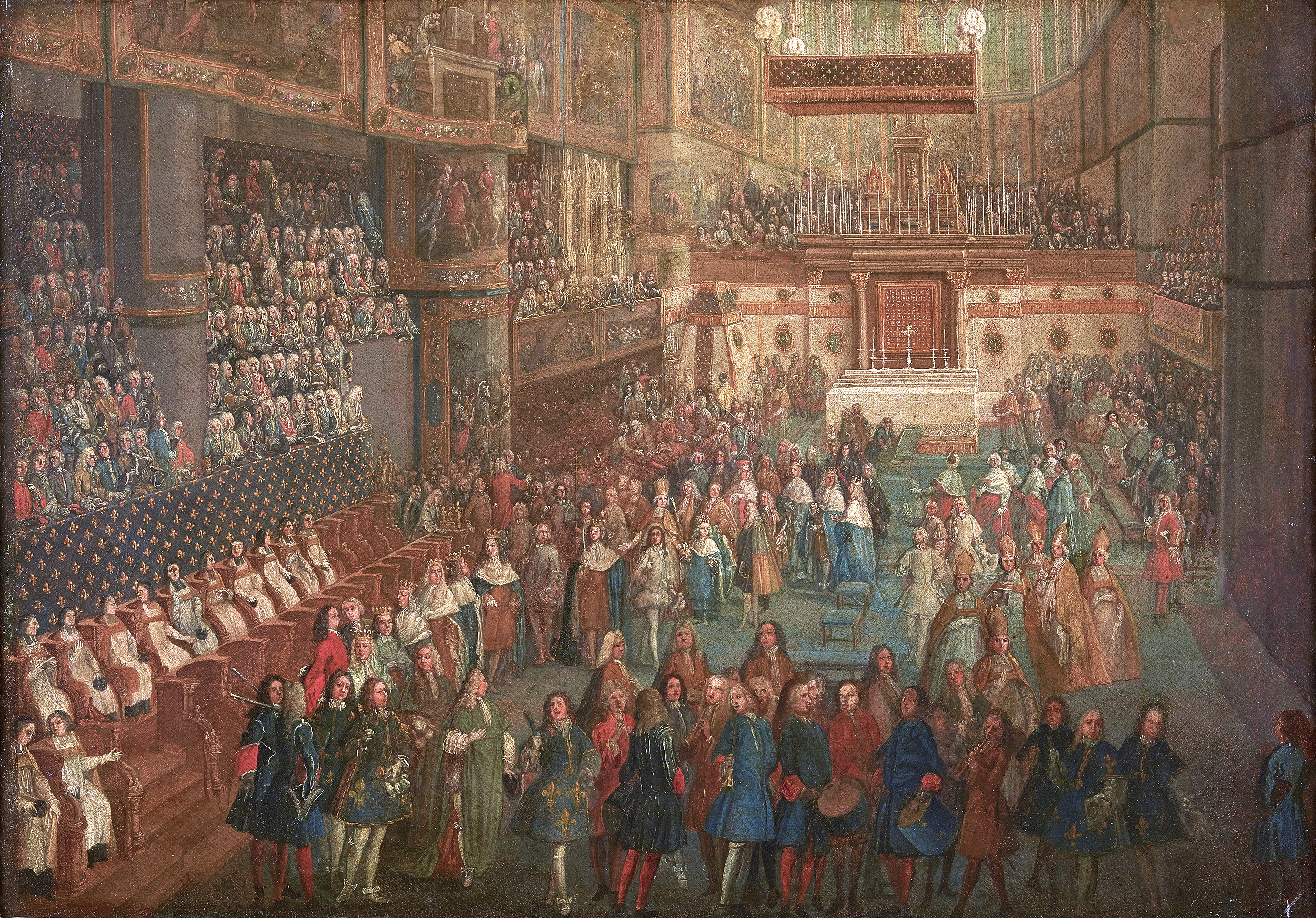
Помазання на престол короля Людовіка XV

Помазання монарха або Помазання на престол - релігійна/церковна церемонія помазання святим миром під час сходження на престол нового монарха, що символізувало сакралізацію його посади і одночасно його підпорядкування Божій Волі.
В православ'ї, католицизмі та англіканстві помазання на престол є обрядом, що є складовою частиною церемонії коронації нового монарха (імператор, король, великий князь, тощо), який починає своє правління. Помазання здійснюється першосвященником святим миром або єлеєм, з метою надання монарху дарів Святого Духа, з метою благословення його для правління державою. 
Помазання на престол зазвичай було частиною складного богослужбового чину коронації. Помазання на престол не входить в число семи церковних таїнств, і його слід відрізняти від таїнства звичайного миропомазання.

## Історія
В Біблії миропомазання виступає як символ надання людині вищих дарів і застосовувалося при зведенні на вищі посади та відповідальне служіння - первосвященика, пророка і монарха.
Помазання згадується в історії зведення Аарона в сан первосвященика (Вих. 28:41). Неодноразово в Старому Завіті зустрічаються вказівки на помазання королів (наприклад, Саула і Давида, пророком Самуїлом). Згодом вираз «помазання на правління» став застосовуватись до церемонії, що проводилась при сходженні короля на престол. Пророки, як вищі служителі правди, також помазувалися на своє служіння (наприклад, Ілля помазав свого наступника Єлисея - 3Цар. 19:16).
У Східній Римській імперії та в країнах Східної Європи, що перейняли візантійську традицію, а в подальшому в цілій православній традиції закріпилось миропомазання. В західному християнстві ця церемонія з часом була замінена на благословення на правління та помазання освяченим єлеєм, найчастіше т.з. «єлеєм оголошених». 
Вважається, що в християнській Європі першим королем, що був помазаний під час церемонії коронації були Каролінги в VII столітті. Поступово Католицька Церква сформувала та унормувала церемонію помазання, що символізувала дарування духовної благодаті та благословення монарха правити "з Божої Ласки". Однак багато королів та імператорів з Меровингів, Каролінгів, Оттонів та з інших династій не проводили церемонію помазання.
Королі Франції (аж до Карла Х в 1824 році) помазувалися особливим миром, в яке додавалася невелика кількість мира зі «Святої Ампули», яку, за легендою, принесла голубка з небес під час коронації короля Хлодвіга 496 року. 
У розвиненому та детально прописаному церемоніалі Східної Римської імперії, яким пізніше користувались також в Російській імперії, чин помазання (вінчання) на престол миропомазання відбувалося після коронації, під час наступної літургії (перед причастям); в той час як в західних церемоніях (включаючи Середньовічний чин коронування англійських королів) воно передувало коронації.
У Королівстві Швеції та Норвегії традиційним посудом для мира був ріг (форма, що відповідає як біблійній традиції, так і традиціям вікінгів).
Для коронації англійського короля Карла I у 1626 році святе миро виготовляли із суміші помаранча, жасмину, арома-олії троянд, кориці, олії бехена, екстракту бензоїну, амбри, мускусу та циветону.
У Середньовіччі помазання англійських, шотландських, а також французьких монархів проводилося як невід'ємна частина ритуалу коронації (сакра - французькою мовою). На початку ХХІ ст. церемонія помазання проводиться лише для правителів Великої Британії та королів Тонги. 
У православ'ї помазання правителя вважається Святою Таємницею (таїнством). Цей вчинок вважався наданням монарху довіреності з благодаті Святого Духа на виконання покладених Богом обов’язків та службою захисту православної віри. Миро, яке використовується для помазання, також використовується для помазання монарха. У Російській православній церкві під час коронації царя помазання відбулося безпосередньо перед Святим Причастям, незадовго до закінчення церемонії. Монарха та його чоловіка провели до імператорських воріт (іконостасу) у храмі, де їх помазав митрополит. Після помазання самого царя здійснювали царські ворота (цей акт, як правило, зарезервований для єпископів і священиків або новохрещених.
В той же час, обряд помазання не символізував підпорядкування монарха духовній владі. В пізньому Середньовіччі в католицьких монархіях цю церемонію зазвичай  проводив не Папа Римський, а найвищий архієпископ (примас) в країні. 
У православ'ї обряд помазання проводив патріарх. При коронації російських царів під час помазання використовувалася так звана «Августова крабіца» - посудина західноєвропейської роботи, що належав (згідно пізньої легенди) Римському імператору Октавіану Августу; він був втрачений після Жовтневої революції 1917 року.
За словами священика Іллі Соловйова: «помазання на престол традиційно розглядалася в Візантії як обмеження прав імператора нормою християнського закону, тобто імператор, прийнявши помазання від Церкви, церковне благословення, вже не міг мати, припустимо, кілька дружин, не міг творити неправий суд, не міг віддаватися незаконним звеселянням і так далі. З плином часу, в Росії помазання стало розглядатися зовсім інакше - <...> як надання імператору якихось прав з управління Церквою.. ».